# Borj Nord
Le Borj Nord est un fort élevé en 1582 au nord de Fès, au Maroc, sur ordre du sultan Ahmed al-Mansur, dont le plan s'inspire de l'architecture des forteresses portugaises du XVIe siècle. Il était l'un des plus grands postes de surveillance de la ville de Fès et servait également de fabrique de canons.
De plan carré, les quatre coins sont dotés de quatre bastions en forme de fer de lance. La terrasse est conçue de manière à résister au poids et aux tirs des canons.
Ayant servi de caserne puis de prison du temps du Protectorat français, le monument abrite depuis 1963 le Musée des Armes.